# Shilou
Shilou (石楼县,  Shílóu Xiàn) ist ein chinesischer Kreis, der zum Verwaltungsgebiet der bezirksfreien Stadt Lüliang im mittleren Westen der Provinz Shanxi gehört. Er hat eine Fläche von 1.735 km² und zählt 96.808 Einwohner (Stand: Zensus 2020). Sein Hauptort ist die Großgemeinde Lingquan (灵泉镇).
Der Dongyue-Tempel in Xingdongyuan (Xingdongyuan Dongyue miao 兴东垣东岳庙) steht seit 2001 auf der Liste der Denkmäler der Volksrepublik China (5-241).